# Yasuhiko Okudera
Yasuhiko Okudera (奥寺 康彦?, Okudera Yasuhiko; Kazuno, 12 marzo 1952) è un dirigente sportivo, allenatore di calcio ed ex calciatore giapponese, di ruolo centrocampista.

## Carriera
Iniziò la sua carriera nel 1970 con il Furukawa Electric, militante nella Japan Soccer League, all'epoca la massima divisione nazionale. Nell'estate del 1977, durante un viaggio con il club in Germania, fu notato dal tecnico Hennes Weisweiler, allenatore del Colonia. Fece il suo debutto in Bundesliga il 5 ottobre 1977, diventando il primo calciatore giapponese ad aver esordito in Europa, riuscendo inoltre a vincere il titolo nazionale. Nella stagione 1980-81 si trasferì all'Hertha Berlino. Successivamente, per volere del tecnico Otto Rehhagel, gli venne offerto un contratto con il Werder Brema. Tra il 1981-82 e 1984-85 il club concluse tre volte al secondo posto il campionato. Nell'estate del 1985 tornò al Furukawa Electric. Terminò la carriera nel 1988.

## Statistiche

### Presenze e reti nei club
| Stagione | Squadra                  | Campionato | Campionato | Campionato |
| Stagione | Squadra                  | Comp       | Pres       | Reti       |
| -------- | ------------------------ | ---------- | ---------- | ---------- |
| 1970     | Furukawa Electric        | JSL        | 7          | 3          |
| 1971     | Furukawa Electric        | JSL        | 9          | 5          |
| 1972     | Furukawa Electric        | JSL1       | 8          | 0          |
| 1973     | Furukawa Electric        | JSL1       | 18         | 6          |
| 1974     | Furukawa Electric        | JSL1       | 18         | 5          |
| 1975     | Furukawa Electric        | JSL1       | 18         | 9          |
| 1976     | Furukawa Electric        | JSL1       | 18         | 8          |
| 1977     | Furukawa Electric        | JSL1       | 4          | 0          |
|          | Totale Furukawa Electric |            | 100        | 36         |
| 1977-78  | Colonia                  | BL         | 20         | 4          |
| 1978-79  | Colonia                  | BL         | 24         | 5          |
| 1979-80  | Colonia                  | BL         | 30         | 6          |
| 1980-81  | Colonia                  | BL         | 1          | 0          |
|          | Totale Colonia           |            | 75         | 15         |
| 1980-81  | Hertha Berlino           | 2BL        | 25         | 8          |
|          | Totale Hertha Berlino    |            | 25         | 8          |
| 1981-82  | Werder Brema             | BL         | 30         | 2          |
| 1982-83  | Werder Brema             | BL         | 34         | 4          |
| 1983-84  | Werder Brema             | BL         | 29         | 1          |
| 1984-85  | Werder Brema             | BL         | 33         | 3          |
| 1985-86  | Werder Brema             | BL         | 33         | 1          |
|          | Totale Werder Brema      |            | 159        | 11         |
| 1986-87  | Furukawa Electric        | JSL1       | 21         | 2          |
| 1987-88  | Furukawa Electric        | JSL1       | 22         | 1          |
|          | Totale Furukawa Electric |            | 43         | 3          |

## Palmarès

### Club
- Japan Soccer League: 1

1976
- Japan Soccer League Cup: 2

1977, 1986
- Bundesliga: 1

1977-1978
- Coppa di Germania: 1

1977-1978
- Campionato d'Asia per club: 1

1986

### Individuali
- Incluso nella Best XI del campionato: 2 volte[4][5]

## Nella cultura di massa
- Nel volume 37 del manga Capitan Tsubasa (la cui versione animata è nota in Italia come Holly e Benji) Yasuhiko Okudera compare nel ruolo di allenatore della nazionale maggiore giapponese. Viene soprannominato Touyou no computer ("computer orientale") e di lui viene detto che è un ex giocatore professionista che ha militato per nove anni nella Bundesliga con le casacche del Colonia e del Werder Brema vincendo anche un campionato. Inizialmente respinge la proposta di convocare nella nazionale maggiore il protagonista quindicenne Tsubasa Ozora (Oliver Hutton) ma cambierà idea quando lo vedrà dribblare diversi giocatori della nazionale maggiore (il solo Okudera riuscirà a fermare con un contrasto tale avanzata in dribbling) e lo farà debuttare nella nazionale maggiore a soli quindici anni nell'amichevole contro il Gremio.[6]